# Liste des sites Ramsar au Panama
Cet article recense les zones humides du Panama concernées par la convention de Ramsar.

## Statistiques
La convention de Ramsar est entrée en vigueur au Panama le 26 novembre 1990.
En janvier 2020, le pays compte 5 sites Ramsar, couvrant une superficie de 1 839,92 km2.

## Liste
| Site                                                      | Province/Comarque | Notes | Date             | Superficie (km²) | Altitude (m) | Identifiant Ramsar | Identifiant WDPA | Coordonnées                        | Photo |
| --------------------------------------------------------- | ----------------- | ----- | ---------------- | ---------------- | ------------ | ------------------ | ---------------- | ---------------------------------- | ----- |
| Golfe de Montijo (es)                                     | Veraguas          |       | 26 novembre 1990 | 807,65           | -20 - 100    | 510                | 29809            | 7° 45′ 00″ nord, 81° 07′ 01″ ouest |       |
| San San-Pond Sak (en)                                     | Bocas del Toro    |       | 9 juin 1993      | 164,135          | 0 - 10       | 611                | 68135            | 9° 30′ nord, 82° 30′ ouest         |       |
| Punta Patiño (en)                                         | Darién            |       | 13 octobre 1993  | 138,05           | -10 - 10     | 630                | 95360            | 8° 18′ 00″ nord, 78° 13′ 59″ ouest |       |
| Baie de Panamá (es)                                       | Panama            |       | 20 octobre 2003  | 489,19           | 0 - 112      | 1319               | 902319           | 8° 57′ 00″ nord, 79° 01′ 01″ ouest |       |
| Zone humide d'importance internationale Damani-Guariviara | Ngöbe-Buglé       |       | 9 mars 2010      | 240,89           | 0 - 250      | 1907               | 555542763        | 8° 55′ 59″ nord, 81° 43′ 59″ ouest |       |